# الجبر (نجرة)

تعديل مصدري - تعديل

الجبر هي إحدى قرى عزلة الشرقى بمديرية نجرة التابعة لمحافظة حجة، بلغ تعداد سكانها 288 نسمة حسب تعداد اليمن لعام 2004.